# Julian Lage
Julian Lage, né le 25 décembre 1987, est un guitariste et compositeur américain de jazz.

## Biographie

### Jeunesse
Julian Lage grandit dans une famille de cinq enfants, tous pratiquant aujourd'hui des métiers créatifs.
Lage est un enfant prodige, qui a commencé la guitare à cinq ans, accompagné par son père qui apprenait lui-même à jouer du blues. Un court-métrage documentaire, Jules at Eight, lui est consacré en 1996. À 8 ans, il joue sur scène aux côtés de Carlos Santana, et à 12 ans, il joue lors de la 42e cérémonie des Grammy Awards. Trois ans plus tard, il fait partie des enseignants du Stanford Jazz Workshop.
Il travaille la guitare classique au San Francisco Conservatory of Music (en). Il étudie également à la Sonoma State University et au Ali Akbar College of Music (en), et obtient son diplôme au Berklee College of Music en 2008.

### Carrière

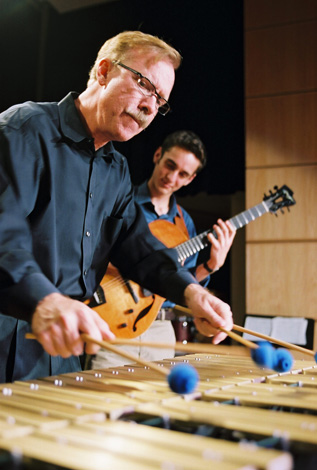
Gary Burton et Julian Lage.

Le vibraphoniste Gary Burton, qui avait déjà découvert Pat Metheny quand celui-ci avait 17 ans, engage Julian Lage, son élève au Berklee College of Music. Le guitariste âgé de 17 ans participe notamment à l'album Generations, publié en 2004.
Le 24 mars 2009, son premier album Sounding Point parait chez EmArcy, salué par la critique,. L'album est nommé au Grammy Award du meilleur album de jazz contemporain en 2010.
Son deuxième album Gladwell, sorti le 26 avril 2011, est également salué par la critique,,,. L'album est construit autour de Gladwell, une ville imaginaire, et navigue entre folk, world, latino ou musique de chambre.
Son premier album acoustique en solo, World's Fair, sort le 2 mars 2015.
Son quatrième album Arclight sort le 11 mars 2016, en trio avec Scott Colley et Kenny Wollesen,,. Il y rend hommage au jazz des années 1920 : Sidney Bechet, Willard Robison, Jack Teagarden, Bix Beiderbecke, Spike Hughes…
Il enregistre des albums en duo avec les guitaristes Gyan Riley (en) et Nels Cline. Mount Royal, son album en duo avec Chris Eldridge (en), paru en 2017, est nommé au Grammy Award du meilleur album de jazz instrumental.
À partir de 2017, il joue la musique de John Zorn dans un trio de guitares avec Bill Frisell et Gyan Riley. Ils enregistrent notamment A Garden of Forking Paths (2021), inspiré par les textes de Jorge Luis Borges. En 2019 Lage enregistre en duo avec le guitariste Matt Hollenberg Salem, 1692, écrit par John Zorn et inspiré par l'histoire des Sorcières de Salem.
En 2018 parait Modern Lore, deuxième album en trio avec Scott Colley et Kenny Wollesen, avec la participation de Tyler Chester et Jesse Harris.
Love Hurts paraît en 2019. Il y est accompagné de Jorge Roeder et Dave King, et joue des morceaux des Everly Brothers, de Roy Orbison, Keith Jarrett ou Ornette Coleman.

### ChezBlue Note Records
Le 17 mars 2021, Julian Lage annonce avoir signé avec Blue Note Records pour un nouvel album, Squint, sorti le 11 juin de la même année. Il est accompagné de Jorge Roeder à la contrebasse et Dave King à la batterie. Plusieurs singles précèdent la sortie de l'album, dont Etude, une pièce écrite évoquant Francisco Tárrega ou Emilio Pujol.

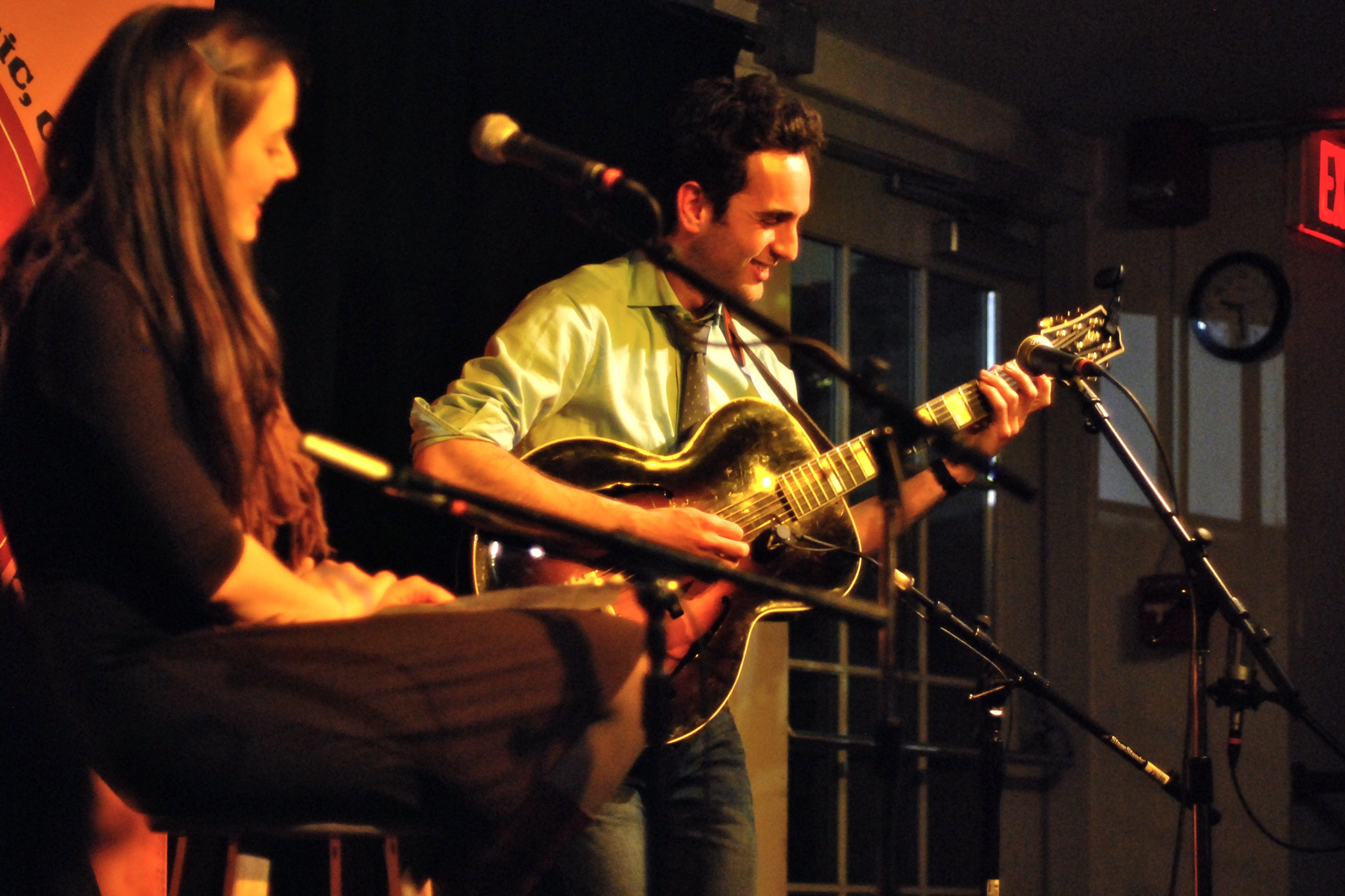
Julian Lage en concert avec Margaret Glaspy en 2010.

Son deuxième album chez Blue Note, View With a Room, sort le 16 septembre 2022. Outre Jorge Roeder et Dave King, déjà présents sur ses précédents albums, il est rejoint par le guitariste Bill Frisell, avec qui il a conçu l'album. L'album est réalisé par Margaret Glaspy, compagne de Lage.

### Enseignement
Dès 15 ans, Julian Lage enseigne au Stanford Jazz Workshop. Il enseigne au Conservatoire de musique de la Nouvelle-Angleterre.

## Style
S'il se définit comme guitariste de blues,, la musique de Julian Lage traverse également les territoires du jazz, du rock ou de la country,, et peut évoquer celle de Bill Frisell, ou d'Emily Remler. Il cherche en tout cas à se démarquer des autres guitaristes contemporains, plus souvent influencés par Pat Metheny ou Kurt Rosenwinkel. Dans ses compositions, il laisse la part belle aux mélodies sur des structures souvent simples, sans être démonstratif,, bien que ce soit un guitariste à la technique impressionnante,.

## Matériel
Il joue sur plusieurs guitares, mais a une préférence pour sa Nachoguitars 1657 “Nachocaster”, guitare inspirée de la Telecaster de chez Fender. Il joue également sur une Gibson Les Paul dorée avec des micros P90 ; une Collings 470 JL signature « Ryland ». Il a une guitare acoustique signature chez Collings, la OM1. Son album acoustique World's Fair est enregistré sur une Martin 000-18 de 1939,.
On peut également le voir jouer sur une guitare Manzer demi-caisse, une demi-caisse Gretsch ou une Gibson L-5.
Parmi ses pédales d'overdrive, on trouve : JHS Morning Glory, JHS SuperBolt V2, TubeDreamer+ de JAM. Il utilise une Strymon Flint pour le tremolo et la reverb, une Shin-ei B1G 1 pour le gain, une Toneconcepts Distillery Boost pedal pour le volume, et The Milkman de JHS pour le delay.

## Discographie

### En tant que leader
- 2009 : Sounding Point (en) (EmArcy)
- 2011 : Gladwell (en), Julian Lage Group (EmArcy)
- 2015 : World's Fair (en) (Modern Lore)
- 2016 : Arclight (en) (Mack Avenue)
- 2017 : Live in Los Angeles EP (Mack Avenue)[29]
- 2018 : Modern Lore (en) (Mack Avenue)
- 2019 : Love Hurts (en) (Mack Avenue)
- 2021 : Squint (Blue Note)
- 2022 : View with a Room (Blue Note)

### En tant que coleader
- 2013 : Free Flying (en), avec Fred Hersch (Palmetto)
- 2013 : Close to Picture EP, avec Chris Eldridge (en) (Modern Lore)
- 2014 : Avalon (en), avec Chris Eldridge (Modern Lore)
- 2014 : Room (en), avec Nels Cline (Mack Avenue)
- 2017 : Mount Royal (en), avec Chris Eldridge (Free Dirt)[30],[31]

### En tant que sideman

#### AvecGary Burton
- 2004 : Generations (Concord Jazz)
- 2005 : Next Generation (Concord Jazz)
- 2011 : Common Ground (Mack Avenue)
- 2013 : Guided Tour (Mack Avenue)

#### AvecJohn Zorn
- 2017 : Midsummer Moons (Tzadik)
- 2018 : The Book Beri'ah (Tzadik)
- 2018 : Insurrection (Tzadik)
- 2018 : Salem, 1692 (Tzadik)
- 2019 : Nove Cantici Per Francesco D’Assisi (Tzadik)
- 2020 : Songs for Petra (Tzadik)
- 2020 : Virtue (Tzadik)
- 2021 : A Garden of Forking Paths (Tzadik)
- 2021 : Teresa De Ávila (Tzadik)
- 2021 : Parables (Tzadik)
- 2021 : New Masada Quartet (Tzadik)
- 2022 : John Zorn's Bagatelles (Vol. 9-12) (Tzadik)
- 2022 : Incerto (Existentialism, Psychoanalysis, And The Uncertainty Principle) (Tzadik)

#### AvecCharles Lloyd
- 2020 : 8: Kindred Spirits (Live from the Lobero) (Blue Note)
- 2021 : Pharoah Sanders, Charles Lloyd, Bobby Hutcherson : Billy Higgins Tribute (OMX)
- 2022 : Trios: Sacred Thread (Blue Note)
- 2022 : Trio of Trios (Blue Note)

#### Autres collaborations
- 1999 : David Grisman, Dawg Duos (Acoustic Disc)
- 2006 : Taylor Eigsti, Lucky to Be Me (Concord Jazz)
- 2009 : Terri Lyne Carrington, More to Say (E1)
- 2010 : Taylor Eigsti, Daylight at Midnight (Concord Jazz)
- 2011 : Eric Harland, Voyager: Live by Night (Space Time)
- 2011 : Sophie Milman, in the Moonlight (E1)
- 2012 : Dayna Stephens, Today Is Tomorrow (Criss Cross)
- 2013 : Yoko Ono, Take Me to the Land of Hell (Chimera Music)
- 2014 : Eric Harland, Vipassana (GSI)
- 2014 : Dayna Stephens, Peace (Sunnyside)
- 2015 : Jayme Stone, Jayme Stone's Lomax Project
- 2015 : Jesse Harris, No Wrong No Right (Dangerbird)
- 2015 : Ariel Pocock, Touchstone (ArtistShare)
- 2016 : Nels Cline, Lovers (Blue Note)
- 2016 : Kris Davis, Duopoly (Pyroclastic)
- 2017 : Dayna Stephens, Gratitude  (Contagious Music)
- 2018 : Dave Douglas, Uplift – Twelve Pieces for Positive Action (Greenleaf Music)
- 2018 : Nels Cline, Currents, Constellations (Blue Note)
- 2019 : Virgil Donati, Ruination (Gildon Music

## Récompenses

### Récompenses obtenues
- 2016 : « 25 for the Future » pour DownBeat[32]
- 2018 : Mount Royal est Meilleur album instrumental aux Independent Music Awards (it) (IMAs)

### Nominations
- 2010 : Sounding Point nommé au Grammy Award du meilleur album de jazz instrumental
- 2018 : Mount Royal nommé au Grammy Award du meilleur album de jazz instrumental
- 2019 : Modern Lore nommé au Grammy Award du meilleur album de jazz instrumental
- 2020 : Tomorrow is the Question nommé au Grammy Award du meilleur solo de jazz improvisé
- 2024 : Grammy Award du meilleur album de jazz instrumental pour The Layers[33]